# 127 (groupe)
Pour les articles homonymes, voir 127 (homonymie).
 (juillet 2014).
Si vous disposez d'ouvrages ou d'articles de référence ou si vous connaissez des sites web de qualité traitant du thème abordé ici, merci de compléter l'article en donnant les références utiles à sa vérifiabilité et en les liant à la section « Notes et références ».
127 (persan : ١٢٧) est un groupe de punk rock nu jazz iranien fondé en 2001,. 
Ils sont le premier groupe de rock iranien à tourner aux  États-Unis.[réf. nécessaire]

## Style
Leur musique est un mélange de mélodie traditionnelle perse, de rock et de jazz. Ils utilisent des pianos, guitares, trombones, guitares basses et batterie.

## Censure
Par leurs textes et leurs rock, ils sont censurés par le pouvoir en place, les obligeant à diffuser et à annoncer leurs concerts à la dernière minute sur internet. Ces concerts clandestins affichent néanmoins complets.[réf. nécessaire]

## Discographie
- Coming around (2005)
- The Full time job (2006)
- Khal Punk (2008)
- Pop Emergency' (2011)

## Membres
- Sohrab Mohebbi : guitare, chant
- Sardar Sarmast : piano
- Salmak Khaledi : trombone
- Alireza Pourassad : basse
- Yayha Alkhansa : batterie
- Shervin Shahamipour : chant, setar